# Palaeorchis problematicus
Palaeorchis problematicus är en plattmaskart. Palaeorchis problematicus ingår i släktet Palaeorchis och familjen Lissorchiidae. Inga underarter finns listade i Catalogue of Life.